# Pierre Dionis

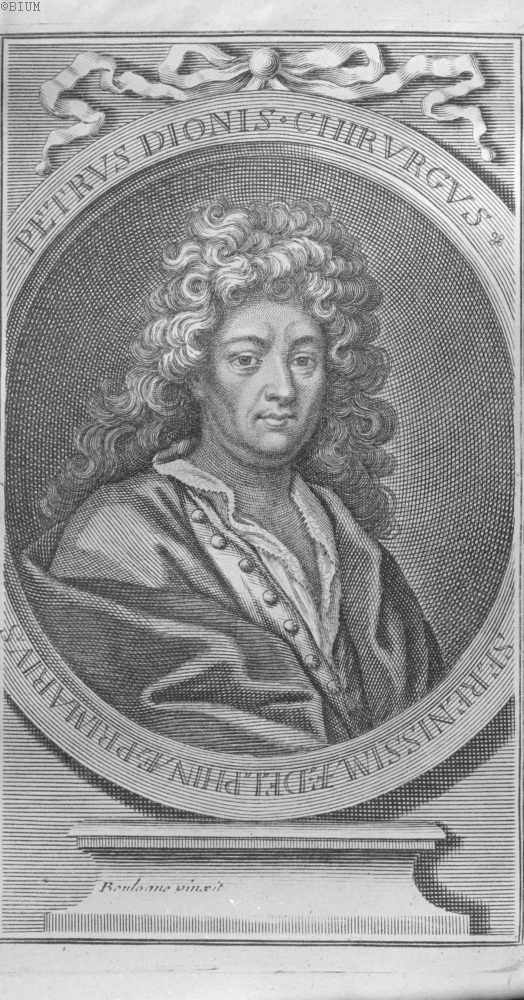
Pierre Dionis

Pierre Dionis (Parijs, 1643 - aldaar, 11 december 1718) was een Franse arts.
Dionis gold als een van de beste chirurgen van zijn tijd. Als legerarts had hij de mogelijkheid zijn technieken te verbeteren, onder andere bij het beleg van Cambrai (1677). Hij voerde verbeteringen in op het gebied met operatietechnieken en -instrumenten. 
Vanaf 1673 verzorgde Dionis lessen anatomische en chirurgische praktijk in de Jardin du Roi, en dit los van het Collège de Chirurgie. Hij onderrichte zijn studenten onder andere over de bloedsomloop, zoals beschreven door William Harvey.